# ブルービートル (映画)
『ブルービートル』（原題：Blue Beetle）は、2023年のアメリカ合衆国のスーパーヒーロー映画。
監督はアンヘル・マヌエル・ソト、脚本はギャレス・ダネット＝アルコセル。
「DCコミックス」のアメリカン・コミックス『ブルー・ビートル』の実写映画作品。また、様々な「DCコミックス」の実写映画作品を、同一の世界観のクロスオーバー作品群として扱う『DCエクステンデッド・ユニバース』シリーズの第14作品目の映画でもある。
日本では劇場公開されず（ビデオスルー）、2023年11月29日からデジタル販売、同年12月20日にBlu-ray・DVDの発売並びにDVD・デジタルレンタルされることが同年10月に発表された。

## 概要
「DCコミックス」のアメリカン・コミックス『ブルー・ビートル』の実写映画作品。
ハイメ・レイエス / ブルービートル役はショロ・マリデュエニャ、ヴィクトリア・コード役はスーザン・サランドンが務める。

## キャスト
※日本語吹替版はDVD・デジタルレンタル版には収録されていないが、Netflixにて配信されている。
ハイメ・レイエス / ブルービートル
演 - ショロ・マリデュエニャ、日本語吹替 - 石谷春貴
エイリアンのスカラベに寄生され、スーパーパワーを手に入れることとなるゴッサム法科大学を卒業したばかりの青年。
ジェニー・コード
演 - ブルーナ・マルケジーニ、日本語吹替 - Lynn
大企業「コード産業」の前CEOであるテッド・コードの娘。
アルベルト・レイエス
演 - ダミアン・アルカザール、日本語吹替 - 金尾哲夫
ハイメの父。
ルディ・レイエス
演 - ジョージ・ロペス、日本語吹替 - 楠見尚己
ハイメの叔父。
ナナ・レイエス
演 - アドリアナ・バラッザ
ハイメの祖母。
ミラグロ・レイエス
演 - べリッサ・エスコベド
ハイメの妹。
ロシオ・レイエス
演 - エルピディア・カリロ、日本語吹替 - 所河ひとみ
ハイメの母。
ビクトリア・コード
演 - スーザン・サランドン、日本語吹替 - 幸田直子
「コード産業」の現CEO。テッド・コードの妹でジェニーの叔母。
ホセ・フランシスコ・リベラ・モラレス・デ・ラ・クルス博士 / サンチェス
演 - ハーヴィー・ギレン、日本語吹替 - 佐々木祐介
ビクトリアの下で働く科学者。
イグナシオ・カラパックス / OMAC
演 - ラオール・マックス・トルヒージョ、日本語吹替 - 船木まひと
ビクトリアのボディーガード。
カージ・ダ
声 - ベッキー・G
スカラベを制御する存在。
テッド・コード
声 - ボビー・マッグハー（クレジットなし）
ジェニーの父でビクトリアの兄。先代のブルービートル。

## 製作
2018年11月29日、米メディアThe Wrapが、本作の制作発表を報じた。この時点では劇場公開ではなく、ストリーミングサービス「HBO Max」での配信とされていた。
2021年2月、本作の監督にアンヘル・マヌエル・ソトが起用されたこと、2021年秋に撮影が開始される見込みであることが報じられた。8月、主人公ハイメ役としてショロ・マリデュエニャが交渉中であることが報じられた。12月、本作が劇場公開作品になること、2023年8月公開予定となったことが報じられた。
2023年4月3日、初予告編が公開された。

## 公開
本作は、2023年8月18日に全米公開され、公開初週の週末の興行収入は2540万ドルとなり、『バービー』を超え、1位となった。
日本では劇場公開されず、2023年11月29日よりデジタル販売、同年12月20日よりデジタルレンタルおよびブルーレイ・DVD発売・レンタル開始となった。12月9日には、国内イベント「東京コミコン2023」にて一夜限りのプレミア上映会が開催された。
2024年5月29日には、Netflixで全世界配信された。日本では、先のデジタル配信・映像ソフトには収録されていない、日本語吹替版が視聴できる。主人公ハイメは石谷春貴が演じた。

## 続編
本作はDCエクステンデッド・ユニバースの作品として製作された。
DCエクステンデッド・ユニバースはワーナー・ブラザースの判断により、2023年12月公開の『アクアマン/失われた王国』をもって完結し、ジェームズ・ガンとピーター・サフランがCEOを務めるDCスタジオによる新ユニバース「DCユニバース」がスタートすることになった。
ガンは、ブルービートルがDCユニバースにも登場することを公言しており、演じるマリデュエニャも認めている。